# Шикаста
„Шикаста“ (енгл. Shikasta) је роман британске књижевнице, добитнице Нобелове награде за књижевност, Дорис Лесинг. Ово дело научне фантастике, објављено 1979, прво је од пет дела из серије романа „Канопус у Аргу“. Радња овог романа говори о мирној планети Шикасти, специфичном односу њених становника са становницима планете Канопус у Аргу, као и о ремећењу тих односа од стране цивилизације Шамат (енгл. Shammat).
Име планете Шикаста потиче од персијске речи „шикасте“ (перс. شکسته), што значи „сломљен“.